# 장안편사놀이
장안편사놀이는 조선시대 서울에서 행한 활쏘기를 행하는 무술경기이다. 2000년 4월 20일 서울특별시의 무형문화재 제7호로 지정되었다.

## 개요
장안편사놀이란 조선시대 서울에서 행한 활쏘기를 행하는 무술경기이다. 도성문안이 한 편이 되고, 모화관ㆍ홍제원ㆍ창의문 밖ㆍ남문 밖ㆍ애오개 등이 한 편이 되며, 양화도ㆍ서강ㆍ삼개ㆍ한강ㆍ뚝섬ㆍ왕십리ㆍ동소문밖 손가장(孫家庄) 등이 한 편이 되어, 이 세 편이 쏘던 놀이이다.
조선시대에는 이 장안편사 이외에도 터편사〔射亭便射, 사정끼리 기예비교〕, 골편사〔洞便射, 일종의 지역대항전〕, 사랑편사(舍廊便射, 사랑끼리 교유하는 무사들이 사원을 편성하여 경기하는 것), 한량편사(閑良便射, 한량끼리 편성하여 경기하는 것) 등이며 이 밖에도 한출편사(閑出便射)·삼동편사(三同便射)·남북촌편사(南北村便射)·아동편사(兒童便射)등이 있었으며, 각각 갑·을·병 3등급으로 나누어 경기하였다.
갑오경장(1894)에 따라 옛 사풍(射風)이 일소되었다가 1899년에 황학정(黃鶴亭)이 설립되면서 다시 왕성해졌다. 그러나 일제강점으로 위축되는 경향이 있었으나, 1922년 황학정이 중추 되어 조선궁도연구회(朝鮮弓道硏究會)가 발족됨에 따라 활기를 찾게 되었다. 1945년까지 서울에는 40여 개의 활터가 있었는데, 그 중 백호정(白虎亭)·석호정(石虎亭)·풍벽정(楓碧亭)·노지사정(盧知事亭) 등이 유명하였으며 활터에는 활을 쏘았을 때 화살이 밖으로 나가지 않도록 과녁 뒤에 토성(土城)을 설치하였다. 편사(便射)는 양편이 각기 일정한 수의 선수를 선정하고 매 선수가 세 순에서 다섯 순씩 쏘아 맞힌 화살의 총수를 합해서 승부를 짓는다. 활쏘는 사람들에게는 지켜야 할 9훈이 있는데 그것은 인애덕행·성실겸손·자중절조·예의엄수·염직과감·습사무언·정심정기·불원승자·망만타궁 등이다. 이 편사놀이는 으레 풍악과 기생이 있어 응사하는 한량 뒤에 두세 사람씩 나란히 서서 병창을 하여 응사원들의 흥취를 돋군다. 쏜 화살이 적중하면 획창(獲唱)이 큰 목소리로 외치고, 또 획관(獲官)이 나직이 "변(邊)"이라고 하면 이 때에 기생들은 그 응사원의 이름을 부르지 아니하고 그 성과 직함을 부르게 된다. 그리고 획창ㆍ획관을 변이라 하여도 기생들은 변이라 하지 않고 "관중(貫中)"이라고 한다. 가령 첫 번째 살이면 "아무 서방님 일시에 관중이요" 한다. 이와 같이 변에 맞아도 관중이라 함은 옛날 궁중에서 왕이나 정승이 쏠 때에 이를 존대하던 데서 비롯된 것이라 한다.
과녁에 화살이 '중', '부중'이라 하는데 대하여 몇 가지 규칙이 있다. 예를 들면, 쏜 화살이 과녁의 위턱을 스치고 지나가 떨어지는 것은 맞지 않은 것으로 한다. 화살이 과녁 변을 맞고 과녁 나무조각은 떼었어도 살이 과녁에 꽂히지 아니하면 안 맞은 것으로 한다. 화살이 과녁에 못 미쳐 땅에 떨어졌다 튀어서 맞는 것은 맞은 것으로 하나, 맞는 소리만 내고 활촉이 과녁에 박히지 않은 것이면 안 맞은 것으로 한다. 쏜 화살이 과녁 아래 끝에 맞고 우죽만 땅에 떨어지고 활촉이 과녁에 박힌 것은 맞은 것으로 한다.
이상과 같은 판정이 있어 경기를 슬기롭게 진행하였다.

## 참고 자료
- 장안편사놀이 - 국가유산청 국가유산포털

 본 문서에는 서울특별시에서 지식공유 프로젝트를 통해 퍼블릭 도메인으로 공개한 저작물을 기초로 작성된 내용이 포함되어 있습니다.